# Jarosław Domański
Jarosław Marcin Domański (ur. 1979) – polski dyplomata. Ambasador RP w Iranie (2017–2018).

## Życiorys
Jest absolwentem Instytutu Stosunków Międzynarodowych Uniwersytetu Warszawskiego oraz Kolegium Europejskiego w Natolinie. Uczył się także m.in. w paryskim Instytucie Nauk Politycznych i na Uniwersytecie Harvarda.
Pracował w Komisji Europejskiej, na placówkach Europejskiej Służby Działań Zewnętrznych w Kijowie i Kiszyniowie oraz na kilkudziesięciu misjach obserwacji wyborów OBWE i UE. Kierował m.in. misjami w państwach Azji Środkowej (w Kazachstanie, Kirgistanie, Uzbekistanie i Turkmenistanie). Pracował także w Afganistanie i Pakistanie oraz w krajach Maghrebu, Sahelu – Algierii, Mauretanii, Nigrze, Mali. Pracował jako analityk polityczny w brukselskim think tanku – Centrum Polityki Europejskiej. Jest autorem publikacji. Prowadzi zajęcia akademickie na uczelniach francuskich, hiszpańskich i kolumbijskich. Ambasador RP w Iranie od listopada 2017 do 31 lipca 2018. Następnie ponownie pracował w strukturach Unii Europejskiej.
Zna angielski, rosyjski, ukraiński, francuski, hiszpański.